# Cookella leibergi
Cookella leibergi är en mångfotingart som först beskrevs av Cook och Collins 1895.  Cookella leibergi ingår i släktet Cookella och familjen Conotylidae. Inga underarter finns listade i Catalogue of Life.